# Yaguarasaurus
Yaguarasaurus — рід вимерлих морських ящірок родини мозазаврів (Mosasauridae). Існував у крейдовому періоді, 90 млн років тому (туронський ярус).

## Скам'янілості
Перші відомі скам'янілості ягуаразавра були відкопані з вапнякових шарів формації Ла-Фронтера, розташованої поблизу міста Ягуара (департамент Уїла) на півдні Колумбії. Голотип складається з неповного черепа, що супроводжується шийними та спинними хребцями. Перші відкриття були опубліковані в 1994 році палеонтологинею Марією Еврідіс Парамо. У 2000 році та сама авторка оголосила про відкриття трьох нових зразків, що стосуються фрагментарних скам'янілостей черепа та шийних і спинних хребців.
У 2023 рештки іншого виду ягуаразавра виявлені у відкладеннях формації Агуа-Нуева у штаті Нуево-Леон у Мексиці.